# Nannoglottis
Nannoglottis es un género de plantas con flores perteneciente a la familia  Asteraceae. Comprende 11 especies descritas y solo 3 aceptadas.

## Taxonomía
El género fue descrito por Carl Johann Maximowicz y publicado en Bulletin de l'Académie impériale des sciences de Saint-Pétersbourg 27: 480. 1881. La especie tipo es: Nannoglottis carpesioides Maxim.

## Especies seleccionadas
A continuación se brinda un listado de las especies del género Nannoglottis aceptadas hasta junio de 2011, ordenadas alfabéticamente. Para cada una se indica el nombre binomial seguido del autor, abreviado según las convenciones y usos.
- Nannoglottis carpesioides Maxim.
- Nannoglottis hookeri (Clarke ex Hook.f.) Kitam.
- Nannoglottis latisquama Ling & Y.L.Chen